# Asticta salax
Asticta salax är en fjärilsart som beskrevs av Achille Guenée 1852. Asticta salax ingår i släktet Asticta och familjen nattflyn. Inga underarter finns listade i Catalogue of Life.